# Johannes Cesaris
Johannes Cesaris (? - ?) est un compositeur français de la fin de l'ère médiévale et du début de la Renaissance. Il est l'un des compositeurs du style transitionnel entre les deux époques et actif à la cour de Bourgogne au début du XVe siècle. 

## Biographie
Peu de choses sur sa vie sont connues, à l'exception des années où il a été actif à Bourges. Il est clerc du duc de Berry à Bourges en 1406, et maître des enfants à la cathédrale de 1407 à 1409. En 1417, il est probablement l'organiste de la cathédrale d'Angers. Un Pierre Cesaris, peut-être un parent, était actif à Bourges jusqu'en 1443. Il y a une référence dans un poème contemporain, Le champion des dames, de Martin le Franc sur Johannes Cesaris, compositeur populaire à Paris au début du siècle (c'est le même manuscrit qui contient les célèbres portraits de Guillaume Dufay et Gilles Binchois) :
Tapissier, Carmen, Césaris
N'a pas longtemps si bien chanterrent
Qu'ilz esbahirent tout Paris
De ses œuvres restent un motet, deux ballades et cinq rondeaux, ainsi qu'un sixième rondeau dont l'attribution est contestée (il peut s'agir de Passet). Stylistiquement, ils couvrent à la fois la complexité maniériste de l'ars subtilior, qui était le style prédominant à Avignon dans les années 1390, et le style de chanson relativement simple du début du XVe siècle tel qu'il se développait dans les cours de France et de Bourgogne. Son motet A virtutis ignitio / Ergo beata / Benedicta filia, pour quatre voix avec trois textes simultanément chantés, est isorhythmique dans toutes les parties. L'une des chansons profanes, les rondeaux A l'aventure va Gauvain, est dans un style qui suggère la génération suivante, et peut avoir été écrite après 1417 ; en effet, bon nombre de ses pièces proviennent de manuscrits datant du début au milieu du siècle. 
Une de ses pièces, la ballade Le dieus d'amours, a été copiée dans le célèbre Codex de Chantilly, le manuscrit enluminé qui est la source principale du répertoire avignonnais de l'ars subtilior.

## Enregistrement
- Arnold de Lantins, Missa Verbum Incarnatum, Ricercar CD RIC 207, chanté par la Capilla Flamenca Psallentes. Contient le motet A virtutis ignitio de Cesaris, ainsi que la musique d'Arnold de Lantins et Johannes Brassart.
- Gothic Voices, Christopher Page, Lancaster & Valois: French & Engl Music 1350-1420, Hyperion Records CDH55294. Contient 2 rondeaux Se vous scaviez, ma tres douce maistresse et Mon seul voloir / Certes m'amour de Cesaris.